# Saint-Romain-de-Colbosc
Saint-Romain-de-Colbosc is een gemeente in het Franse departement Seine-Maritime (regio Normandië) en telt 3937 inwoners (1999). De plaats maakt deel uit van het arrondissement Le Havre.

## Geografie
De oppervlakte van Saint-Romain-de-Colbosc bedraagt 11,7 km², de bevolkingsdichtheid is 336,5 inwoners per km².
De onderstaande kaart toont de ligging van Saint-Romain-de-Colbosc met de belangrijkste infrastructuur en aangrenzende gemeenten.

## Demografie
Onderstaande figuur toont het verloop van het inwonertal (bron: INSEE-tellingen).